# Is Matrimony a Failure?
Is Matrimony a Failure? è un film muto del 1922 diretto da James Cruze. Prodotto dalla Famous Players-Lasky Corporation, aveva come interpreti T. Roy Barnes, Lila Lee, Lois Wilson, Walter Hiers, Zasu Pitts, Arthur Hoyt, Lillian Leighton, Tully Marshall, Adolphe Menjou.

La sceneggiatura si basa su Die Thür ins Freie, Lustspiel en drei Akten, lavoro teatrale di Oscar Blumenthal e Gustav Kadelburg andato in scena a Berlino nel 1908; la farsa venne riproposta, in versione inglese, da Leo Ditrichstein con il titolo Is Matrimony a Failure?, presentata a New York il 24 agosto 1909.

La lavorazione del film durò dal 21 novembre 1921 al gennaio 1922.

## Trama

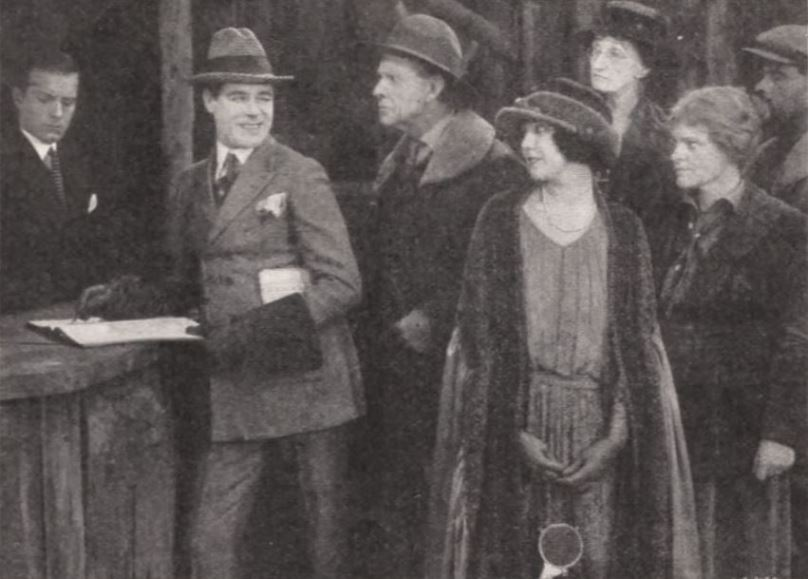
T. Roy Barnes, Charles Ogle, Lila Lee

Mentre stanno festeggiando il venticinquesimo anniversario di matrimonio, i coniugi Saxby vengono a sapere che la figlia Margaret è appena scappata con Arthur Haviland, un impiegato di banca. Dudley King, innamorato deluso di Margaret, annuncia ai Saxby che i due fuggitivi si sono sposati ma pare che la licenza di matrimonio non sia valida e che, di conseguenza, il matrimonio viene considerato nullo. Avvisata la coppia che si accingeva a passare la luna di miele in un albergo, i due giovani sono costretti a tornare in città. Irritato, Arthur va a chiedere spiegazioni all'assistente dell'ufficio licenze che sostituisce l'impiegato che in quel momento si trova in vacanza. Viene così a sapere che tutti i matrimoni celebrati a novembre negli ultimi trent'anni sono nulli perché l'impiegato preposto a quella funzione non aveva prestato giuramento. Molti matrimoni vengono in questo modo annullati. Ma, anche se hanno riacquisito la libertà, i mariti non la apprezzano e, quando l'impiegato torna dalle vacanze, dichiara tutti i matrimoni validi. Arthur torna in tempo a salvare Margaret che stava per essere portata via da King e i due possono finalmente iniziare la loro vita coniugale.

## Produzione
Le riprese del film, prodotto dalla Famous Players-Lasky Corporation, iniziarono il 21 novembre 1921 e terminarono nel gennaio 1922. Alcune scene in esterni vennero girate a Pinecrest (California). Il Moving Picture World del 24 dicembre riportava che T. Roy Barnes insieme a quindici cani addestrati e a una troupe di grandi dimensioni stava girando al Lasky Ranch di Hollywood. Le ultime riprese vennero fatte a Bakersfield (California).

## Distribuzione

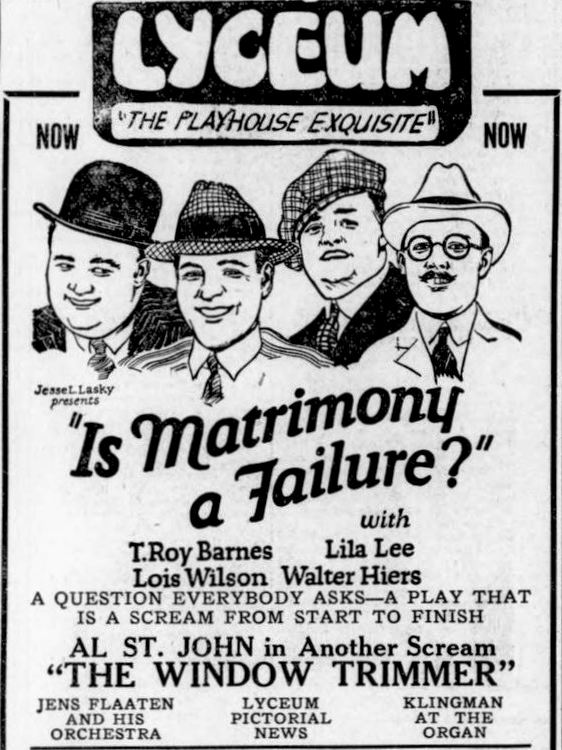
Pubblicità sul quotidiano Duluth Herald (29 aprile 1922

Il copyright del film, richiesto dalla Famous Players-Lasky Corporation, fu registrato il 12 aprile 1922 con il numero LP17757.

Distribuito dalla Famous Players-Lasky Corporation e Paramount Pictures, il film uscì nelle sale statunitensi il 16 aprile 1922 dopo essere stato presentato in prima a Los Angeles presumibilmente il 2 aprile.

In Danimarca, il film uscì il 2 aprile 1923 con il titolo Er de lykkelig gift?; in Francia, il 23 novembre 1923 come Gai, gai, marions-nous!; in Finlandia, il 1º giugno 1924.
Non si conoscono copie ancora esistenti della pellicola che viene considerata presumibilmente perduta.